# Керкубрі
Керку́брі (англ. Kirkcudbright [kərˈkuːbriː]  або [kɜː'kuːbrɪ] , шотл. гел. Cille Chuithbeirt  ) - невеличке місто на півдні Шотландії, у області Дамфріс-і-Галловей. Розташоване біля впадіння річки Ді у Керкубрійську затоку Ірландського моря, на відстані 10 км від моря. 
Населення міста становить 3447 людей. 
Місто було столицею колишнього графства Керкубрі. 

## Назва
Ранньою назвою міста була Kilcudbrit від гельської Cille Chuithbeirt, що у перекладі означає "каплиця Кутберта", англосаксонського святого. Елемент "kirk", що згодом з'явився у англійській назві міста, походить з давньошведської мови і означає "кірха", "церква".